# Allergologue
Jusqu'en 2017, un allergologue est un médecin qui pratique l'allergologie : ce peut être un médecin généraliste à mode d’exercice particulier (MEP) ou un spécialiste, ayant suivi une formation complémentaire spécifique. Depuis cette date, l'allergologie est entrée au rang de spécialité pleine et entière comme dans de nombreux autres pays Européens. On en obtient la qualification au concours de l'ECN comme pour les autres spécialités. Les médecins de l'ancien cursus doivent tous passer en commission de qualification en spécialité au niveau national pour maintenir le droit au statut de spécialiste en allergologie. Dans cette commission, sont observés leur cursus professionnel en tant qu'allergologue, leurs travaux, publication et carrière et un avis est donné au conseil de l'ordre en faveur ou non du statut de spécialiste allergologue.

## Formation
Après son diplôme de docteur en médecine, l'allergologue a suivi un stage clinique (de deux années en France) de spécialité en allergologie, en immunologie clinique, en médecine interne ou dans une des spécialités médicales comme la dermatologie, la pneumologie, l'otorhinolaryngologie ou la pédiatrie. Le stage fondamental pour la formation d'un médecin allergologue est l'immunologie clinique,.
En France, l'Ordre des médecins reconnait la formation par un diplôme d'études spécialisées complémentaires (DESC) d'allergologie et d'immunologie clinique de deux ans d’études.
Il existe, en France, des allergologues à activité exclusive et d’autres qui exercent conjointement une autre spécialité : pneumo-allergologue, dermato-allergologue, etc.

## Statistiques
Le syndicat français des allergologues (SYFAL) recense 479 allergologues exclusifs et environ 1,200 médecins exerçant l'allergologie en France. Selon, URPS médecins Île-de-France, association de médecins libéraux, environ 120 allergologues exercent dans la région Île-de-France dont 30 % à Paris, dans les autres départements la répartition est homogène d'environ 15 allergologues par département. La profession des allergologues est très féminisée : près de 70 % des allergologues étant des femmes.